# Mesure à sept temps
La mesure à sept temps est une combinaison entre deux mesures binaires et une mesure ternaire. Elle comprend donc généralement trois « temps forts » et quatre « temps faibles ». 
Moins représentée que la mesure à cinq temps dans la musique folklorique en Europe, en Asie et au Moyen-Orient, pratiquement ignorée dans la musique savante du Moyen Âge, la musique baroque et la musique classique du XVIIIe siècle, cette mesure est redécouverte au XIXe siècle par les compositeurs européens, notamment grâce à Hector Berlioz qui en expose les principes en 1855 dans le chef d'orchestre, théorie de son art, publié en appendice de son Traité d'instrumentation et d'orchestration pour l'orchestre symphonique.
Sept étant un nombre premier, la mesure à sept temps est considérée comme une mesure composée asymétrique, ce qui la rend propre à l'expression de la mélodie comme de la danse. Dans ce dernier cas, il s'agit également de l'un des rythmes bulgares, fréquents dans la musique de Bartók. 
Les mesures à sept noires (
) ou, plus rarement, à sept croches (
) sont parfois utilisées dans les musiques jazz, pop et rock. 

## Historique
La mesure à sept temps ne se rencontre qu'exceptionnellement dans la musique classique européenne avant le XXe siècle. En revanche, elle est assez remarquable dans certaines musiques folkloriques de différentes cultures.

### Musiques traditionnelles

#### Asie et Moyen-Orient
En Thaïlande, le genre dramatique dansé (lakhon nok) et la danse thaïlandaise masquée (khon) présentent un unique groupe de chants basés sur des rythmes battus à sept temps, qui diffèrent notablement des structures rythmiques en usage dans la musique traditionnelle. De nombreux éléments de ce répertoire de chants remontent à la période du Royaume d'Ayutthaya (1350–1767).
Dans la musique carnatique du Sud de l'Inde, on compte trente-cinq tālas de cinq mètres différents. Le classement complet du système rythmique repose sur sept tālas « fondamentaux » (dénommés tālas sūḷādi). Chacun d'eux est constitué d'après trois battues de durées composées : 
1. à un temps : anudruta,
2. à deux temps : druta,
3. à temps variables : laghu, qui peut comprendre trois (tisra), quatre (caturaśra), cinq (khaṇḍa), sept (miśra), ou neuf battues (saṅkīrṇa)

Ce dernier temps (variable) détermine les noms des cinq tālas résultants. 
Deux d'entre les trente-cinq tālas de ce répertoire comptent sept temps au total : la forme khaṇda du Rūpaka tāla, composée d'un double temps (druta) et d'une battue à cinq temps (khaṇda) du laghu : 2 + 5, et la forme Tripuṭa, avec une battue à trois temps (tisra) pour le laghu et deux druta : 3 + 2 + 2. 
Le tāla Tisra Tripuṭa est l'un des principaux éléments du système rythmique carnatique, et l'usage s'est imposé de ne le désigner que par son nom simple, Tripuṭa. En revanche, le khaṇda Rūpaka est relativement rare. La forme la plus commune de battue à sept temps, Caturaśra Rūpaka, est composée de deux battues laghu, selon un schéma 2 + 4.
Le musicologue Antoine Goléa observe que « la mesure carrée est inconnue dans la musique arabe, comme en général dans toute musique traditionnelle. Si l'on veut mettre des barres de mesure dans la notation d'un chant arabe, on arrive à des mesures irrégulières, impaires, de cinq temps ou de sept temps, et qui se suivent irrégulièrement ».

#### Russie et Europe centrale
La mesure à sept temps est caractéristique du folklore des Balkans et d'Europe orientale. Diverses mesures à sept temps existent dans la Musique bulgare. L'une des plus répandues est le  Račenica, sur une succession métrique en 2 + 2 + 3 et sur un tempo rapide pour les danses traditionnelles, mais aussi pour les chants de Noël. La division 2 + 2 + 1 + 2 se trouve dans des airs  Bulgares comme Eleno Mome (Елено Моме) et Petrunino Choro (Петрунино хоро). La division 3 + 2 + 2 est bien représentée en Macédoine, sous deux formes : Mazhka Račenica (« Račenica des hommes ») et Pravo Makedonsko (« Macédonien direct »).
Parmi les chants populaires du folklore russe, on relève encore certains airs à sept temps, comme cette chanson de Lettonie :

### Musique classique

#### XVIIIesiècle
Le dernier mouvement de la Sonate pour piano Hoboken XVI:12 de Joseph Haydn, composée dans les années 1750, est considéré comme l'une des premières partitions de musique classique utilisant un rythme sous-jacent, sinon apparent, à sept temps. Les interprètes exécutent ce mouvement sur un tempo tel que la mesure notée à 
 compte comme un seul temps, ce qui permet de dégager le sentiment plus général d'un mouvement à sept temps.

#### XIXesiècle
L'un des premiers exemples « théoriques » de mesure à sept temps paraît avec la fugue no 24 (Allegro moderato) des Trente-six fugues pour piano, op.36 d'Anton Reicha, publiées vers 1803. Dans le sujet de cette fugue, le compositeur tchèque présente la mesure à sept temps comme « deuxième mesure composée » (après la fugue no 20 à cinq temps), notée  et 
 :
La publication de ces 36 fugues composées à l'aide d'un nouveau système avait rencontré une forte hostilité, même de la part de compositeurs importants. Beethoven considérait que les innovations proposées par Reicha étaient « contraires à l'esprit de la fugue ». Reicha défendit ses idées dans le Traité de mélodie, abstraction faite de ses rapports avec l'harmonie, paru en 1814, puis dans le Traité de haute composition musicale de 1826. Cette même année, Hector Berlioz entrait dans la classe de contrepoint de Reicha. Selon Joël-Marie Fauquet, le jeune musicien sut tirer profit de ces idées nouvelles, qui correspondaient à son propre intérêt pour les spéculations rythmiques.
Dans Le chef d'orchestre, théorie de son art, publié en 1855 en appendice de son Traité d'instrumentation et d'orchestration, Berlioz considère que « les mesures à cinq et à sept temps seront plus compréhensibles pour les exécutants si, au lieu de les dessiner par une série spéciale de gestes, on les traite l'une comme un composé des mesures à trois et à deux temps, l'autre comme un composé des mesures à trois et quatre temps ». Il indique ainsi la technique pour battre avec exactitude une mesure à sept temps pour un orchestre symphonique :

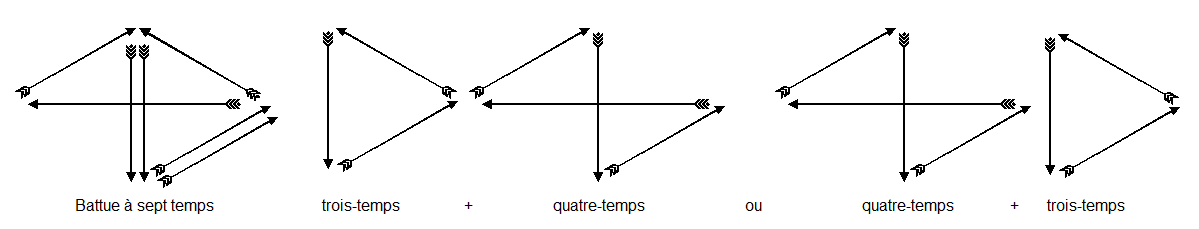

Le Traité de Berlioz ne fournit pas d'exemple de pièces pour orchestre à sept temps. Dans son opéra Benvenuto Cellini, l'air de Fieramosca présente des passes d'escrime chantées et mesurées à sept temps puis six puis cinq temps. Le compositeur propose un modèle plus stable de mesure à sept temps dans l'Enfance du Christ, où l'évocation cabalistique des devins devant le roi Hérode « mélange le flou d'un dessin de doubles croches obstinées et le mordant d'un élément plutôt rythmique que vraiment thématique, le tout scandé par une alternance de mesures à quatre temps et de mesures à trois temps… ce qui revient à une cadence régulière de sept temps, tout à fait étrangère au style classique » :
Henry Barraud voit dans cette évocation, purement orchestrale, « une trouvaille si personnelle, si en avance sur son temps qu'on se demande comment elle n'a pas valu à Berlioz les coups d'étrivières de ses habituels censeurs ».

#### XXesiècle
L'un des compositeurs les plus attachés à développer l'emploi de la mesure à sept temps est Béla Bartók. Selon Pierre Citron, « c'est dans ses rythmes que Bartók est décisivement lui-même. Après les mesures à 
 ou à 
, il a utilisé de plus en plus souvent les rythmes bulgares dans toute leur variété ».
Sa méthode Mikrokosmos présente deux pièces de grande virtuosité à sept temps. Le 4e livre propose, en appendice, trois exercices à sept temps pour familiariser l'élève avec « les rythmes inégaux », le premier lent, les deux autres très rapides. Le compositeur ne divise pas la mesure, notée à 
, et donne une indication métronomique pour les sept croches ensemble :
Parmi les compositeurs contemporains, citons Steve Reich qui mélange dans de nombreux morceaux des mesures régulières (
 et 
) et des mesures irrégulières (
 et 
).

### Musique populaire
Bien que relativement rares par rapport aux œuvres à trois temps ou à quatre temps, les œuvres de musique populaire à sept temps existent bel et bien ; la mesure à sept temps a même été utilisée par certaines formations musicales célèbres, telles que Pink Floyd dans la chanson Money en 1973. On peut également ajouter All You Need Is Love des Beatles en 1967 ainsi que Unsquare dance de Dave Brubeck. Plus récemment, le titre "Marigold" du groupe de metal progressif américain Periphery a ses couplets écrits en 7/8.

## Caractéristiques

### Notation
Dans un article consacré à la battue des mesures composées asymétriques (Rock in odd time signatures), Charles Dowd insiste sur le fait que « le résultat souhaité dans cette étude est une indépendance totale et une fluidité vis-à-vis de ces mesures, qui doivent être considérées comme une unité plutôt que comme un groupe de deux temps et de trois temps, ».
Cet article propose les combinaisons suivantes :
2 + 2 + 3
2 + 3 + 2
3 + 2 + 2
Dans son spectacle Que ma joie demeure ! en 2012, Alexandre Astier présente au clavecin des variantes du 1er prélude en do majeur (BWV 846) du Clavier bien tempéré de Bach, composé à 4 temps, sur des mesures à 3 temps, à 5 temps, à 7 temps — en retirant une double croche sur toutes les demi-mesures « classiques », ce qui donne 4 + 3 — et à 15 temps.

### Multiples
La 4e pièce (Allegro) des Ornamente de Boris Blacher (1950) est construite sur une variation cyclique de quatre mesures (
, 
, 
, 
) sur une période fixe de quatorze croches, soit une mesure théorique à 
.
Les exemples de mesure notée à vingt-et un temps se rencontrent dans la musique ancienne, avec les Deux moulins (1608) de Claude Le Jeune, dont deux sections (« Rechant à 3 » et « Reprise à 5 ») sont notées à 
, la fin de cette pièce étant notée à 
. 
Dans le domaine de la musique classique du XXe siècle, un Prélude pour piano « dans le mode lydien » d'Alexeï Stantchinski est mesuré à 
. La Sonate pour violoncelle et piano (1948) d'Elliott Carter comporte des sections notées à 
. Enfin, dans le Klavierstück IX pour piano de Karlheinz Stockhausen, les mesures 6, 17, 120 et 149 sont notées à 
. 
Keep It Greasy de Frank Zappa montre un solo de guitare sur des mesures à 
 et à 
. The Art Of Dying du groupe Gojira (2008) présente des mesures notées à 
 (divisées en 

) répétées pour toute l'introduction et le début de la chanson. La suite In the Dead of the Night du groupe UK comprend un refrain instrumental mesuré à 
.

### Sous-multiples
Une variante plus complexe de la mesure à sept temps est la mesure à « trois temps et demi » (par exemple, 
 pour 
). On en trouve un premier exemple remarquable dans la « danse des éclairs », à la fin de La Tragédie de Salomé, op. 50 de Florent Schmitt :
Parmi les rares compositions modernes employant cette mesure, on peut citer la Driftwood Suite et la pièce pour piano Touch piece de Gardner Read.

## Œuvres employant des mesures à sept temps

### Musique classique

#### Opéra
- Section centrale de la « danse des guerriers » au 1er acte de Padmâvatî, op.18 d'Albert Roussel, dont le mouvement général est à cinq temps,
- Deux sections du « ballet des éléments » dans The Perfect Fool de Gustav Holst,

#### Ballet
- « Danse des jeunes filles » de Daphnis et Chloé (1912) de Maurice Ravel

#### Œuvres chorales
- 1er mouvement (Psaume 108 & Psaume 100) des Chichester Psalms de Leonard Bernstein

#### Orchestre
- La Chasse du prince Arthur, étude symphonique de Guy Ropartz,
- « Air » de la Suite d'orchestre no 2, op. 20 de Georges Enesco à 
,
- 2e mouvement (Chant funèbre) du Concerto pour violon no 1, op. 11 de Jean Absil,
- A Song of Summer de Frederick Delius,
- 2e mouvement (Divertimento) de la Symphonie concertante pour orgue et orchestre, op. 81 de Joseph Jongen,
- 4e mouvement (Intermezzo interrotto) du Concerto pour orchestre de Béla Bartók,
- Sensemayá, poème symphonique de Silvestre Revueltas,
- 3e mouvement de la Fantaisie pour saxophone, 3 cors et orchestre à cordes de Heitor Villa-Lobos,
- 3e mouvement (Allegro, enchaîné sur l'Andante) du Concerto pour piano no 1 de Boris Blacher, où des mesures à 
 alternent avec des mesures à
- 3e mouvement du Concerto pour piano nº 2, op. 102 de Dmitri Chostakovitch
- 3e mouvement (Con fuoco) de la Symphonie n°5, op. 74 de Malcolm Arnold

#### Musique de chambre
- 2e mouvement (Très lent) de la Sonate pour piano et violon de Guillaume Lekeu, noté à 
,
- Finale du Trio avec piano de Maurice Ravel, entièrement composé sur des mesures à cinq temps et à sept temps,
- Premières mesures du Finale de la Sonate pour violon et violoncelle de Maurice Ravel, alternant les mesures à 
 et
- Finale du Quatuor à cordes de Jean Rivier, à 
 « expressif et joyeux[19] »

#### Piano seul
- Impromptu no 8, op. 32 de Charles-Valentin Alkan,
- 11e des Douze esquisses pour piano, op. 1 (1911), d'Alexeï Stantchinski, noté à 
[20],
- Le parapluie chinois, dernière pièce du Petit Elfe Ferme-l'œil, op. 58 de Florent Schmitt, noté à 
[21],
- 5e pièce (« Danse populaire grecque ») des 32 pièces pour piano de Nikos Skalkottas,
- 2de pièce (Andantino) des Marines, op. 36 de Jean Absil, noté à 
[22],
- 2d mouvement (Andante) de la Sonate pour piano nº2, op. 14 de Sergueï Prokofiev, qui comprend une section étendue en do majeur à 
[23],
- 5e mouvement (Precipitosissimo) des Sarcasmes, op. 17 de Prokofiev, où la mesure alterne à 
 et 
[24],
- 3e mouvement (Precipitato) de la Sonate pour piano nº7, op. 83 de Prokofiev[25],
- Pièces no 113 (« rythme bulgare ») et no 149 (2e des « six danses en rythme bulgare ») de Mikrokosmos de Béla Bartók,
- 5e pièce des 12 préludes américains d'Alberto Ginastera.

#### Mélodie
- « D'Anne qui me jeta de la neige », 1re mélodie des Deux épigrammes de Clément Marot (1899) de Maurice Ravel

### Musiquespop,rocketjazz
- All You Need Is Love des Beatles, où la mesure varie de 
 à 
,
- Hymne à sept temps de Maxime Le Forestier (1976),
- Money, une des chansons les plus célèbres de Pink Floyd,
- What Would I Want? Sky, sur l'EP Fall Be Kind du groupe Animal Collective,
- Solsbury Hill, une des plus célèbres chansons de Peter Gabriel,
- Tom Sawyer du groupe Rush, où la mesure varie de 
 à 
,
- Saint Augustine in Hell de Sting,
- Guy Danse de l'album Suite africaine (1999) du trio de jazz formé par Aldo Romano, Louis Sclavis et Henri Texier.
- 7/4 Shoreline du groupe Broken Social Scene.
- Times Like These de Foo Fighters, où la mesure varie de 
 à 
.
- The Ocean de Led Zeppelin, où la mesure varie de 
 à 
.
- Schism de Tool, où la mesure varie de 
 à 
.
- Don't Eat The Yellow Snow de Frank Zappa.

### Télévision
- Depuis le 2 septembre 2014, le thème musical accompagnant le Journal de 20 heures de France 2 est une musique dont les mesures sont à sept temps.

### Ouvrages consultés
- (fr) Henry Barraud, Hector Berlioz, Paris, Fayard, 1989, 506 p. (ISBN 978-2-213-02415-8)
- (fr) Pierre Citron, Bartok, Paris, Seuil, coll. « Solfèges », 1963, rééd. 1994, 222 p. (ISBN 978-2-02-018417-5 et 2-02-018417-6)
- (fr) Gérard Condé, Les Troyens, Paris, L'Avant-Scène Opéra n°128-129, 1990 (ISSN 0764-2873)
- (en) Charles Dowd, A Funky Thesaurus for the Rock Drummer, New York, Alfred Music Publishing, 1964, 48 p. (ISBN 978-1-4574-3457-0, lire en ligne)
- (en) Tim Emmons, Odd Meter Bass : Complex Time Signatures Made Easy, New York, Alfred Music Publishing, 2008, 88 p. (ISBN 978-0-7390-4081-2, lire en ligne)
- (fr) Joël-Marie Fauquet, Catherine Massip et Cécile Reynaud, Berlioz : textes et contextes, Paris, Société française de musicologie, 2011, 323 p. (ISBN 978-2-85357-022-0 et 2-85357-022-3)
- (fr) Antoine Goléa, La musique, de la nuit des temps aux aurores nouvelles, Paris, Alphonse Leduc et Cie, 1977, 954 p. (ISBN 2-85689-001-6)
- (fr) André Lischke et François-René Tranchefort (dir.), Guide de la musique de piano et de clavecin : Serge Prokofiev, Paris, Fayard, coll. « Les Indispensables de la musique », 1987, 869 p. (ISBN 978-2-213-01639-9), p. 569-582
- (fr) Catherine Lorent, Florent Schmitt, Paris, Bleu nuit éditeur, coll. « Horizons », 2012, 176 p. (ISBN 978-2-35884-016-3)
- (en) Edward Macan, Rocking the Classics : English Progressive Rock and the Counterculture, New York, Oxford University Press, 1997 (ISBN 978-0-19-509888-4)
- (en) Gardner Read, Music Notation : A Manual of Modern Practice, Boston, Alleyn and Bacon, Inc., 1964
- Guy Sacre, La musique pour piano : dictionnaire des compositeurs et des œuvres, vol. I (A-I), Paris, Robert Laffont, coll. « Bouquins », 1998, 1495 p. (ISBN 978-2-221-05017-0)
- Guy Sacre, La musique pour piano : dictionnaire des compositeurs et des œuvres, vol. II (J-Z), Paris, Robert Laffont, coll. « Bouquins », 1998, 2998 p. (ISBN 978-2-221-08566-0)
- (en) D.P. Walker, Claude Le Jeune, Airs à III. IIII. V. et VI. parties, vol. II, New York, American Institute of Musicology, 1959, présenté et annoté par François Lesure

### Articles consultés
- (en) Sidney Moore, Thai Songs in 7/4 Meter, Paris, Ethnomusicology 13, n°2, mai 1969
- (en) Scott Murphy, Septimal Time in an Early Finale of Haydn, Paris, Intégral, n°26, 2012
- (en) Harold S. Powers et Richard Widdess, India, Theory and practice of classical music : Rhythm & tāla, Londres, The New Grove Dictionary of Music and Musicians, Macmillan, 2001